# Alfabeto irlandese

## Caratteri

Alfabeto onciale

L'alfabeto irlandese si compone così: a, b, c, d, e, f, g, h, i, l, m, n, o, p, r, s, t, u.
Fino al XX secolo l'irlandese era scritto principalmente con la scrittura onciale La scrittura onciale è oggi utilizzata specialmente in contesti tradizionali e decorativi.